# We Could Be Heroes
We Could Be Heroes är BWO:s andra singel från albumet "Halcyon Days", och totalt gruppens nionde singel. Den släpptes 2006, och placerade sig som högst på 22:a plats på försäljningslistan för singlar i Sverige. Melodin låg på Svensktoppen i 14 veckor under perioden 9 juli-8 oktober 2006 innan den lämnade listan, med andraplats som högsta placering där.

## Listplaceringar
| Lista (2006) | Position |
| ------------ | -------- |
| Sverige      | 22       |